# Eurya acuminatissima
Eurya acuminatissima là một loài thực vật có hoa trong họ Pentaphylacaceae. Loài này được Merr. & Chun mô tả khoa học đầu tiên năm 1930.